# Senftenberg
Senftenberg é uma cidade da Alemanha, que é o centro mais importante do distrito de Oberspreewald-Lausitz, estado de Brandemburgo.

## Geminações
- Püttlingen Alemanha (estado de Sarre) 1989
- Nowa Sól Polónia 1992
- Senftenberg Áustria 1993
- Saint-Michel-sur-Orge França 1996
- Veszprém Hungria 1996
- Žamberk (alem. Senftenberg da Böhmen) República Checa 1996
- Fresagrandinaria Itália 2003